# Dorfkirche Kokoschken

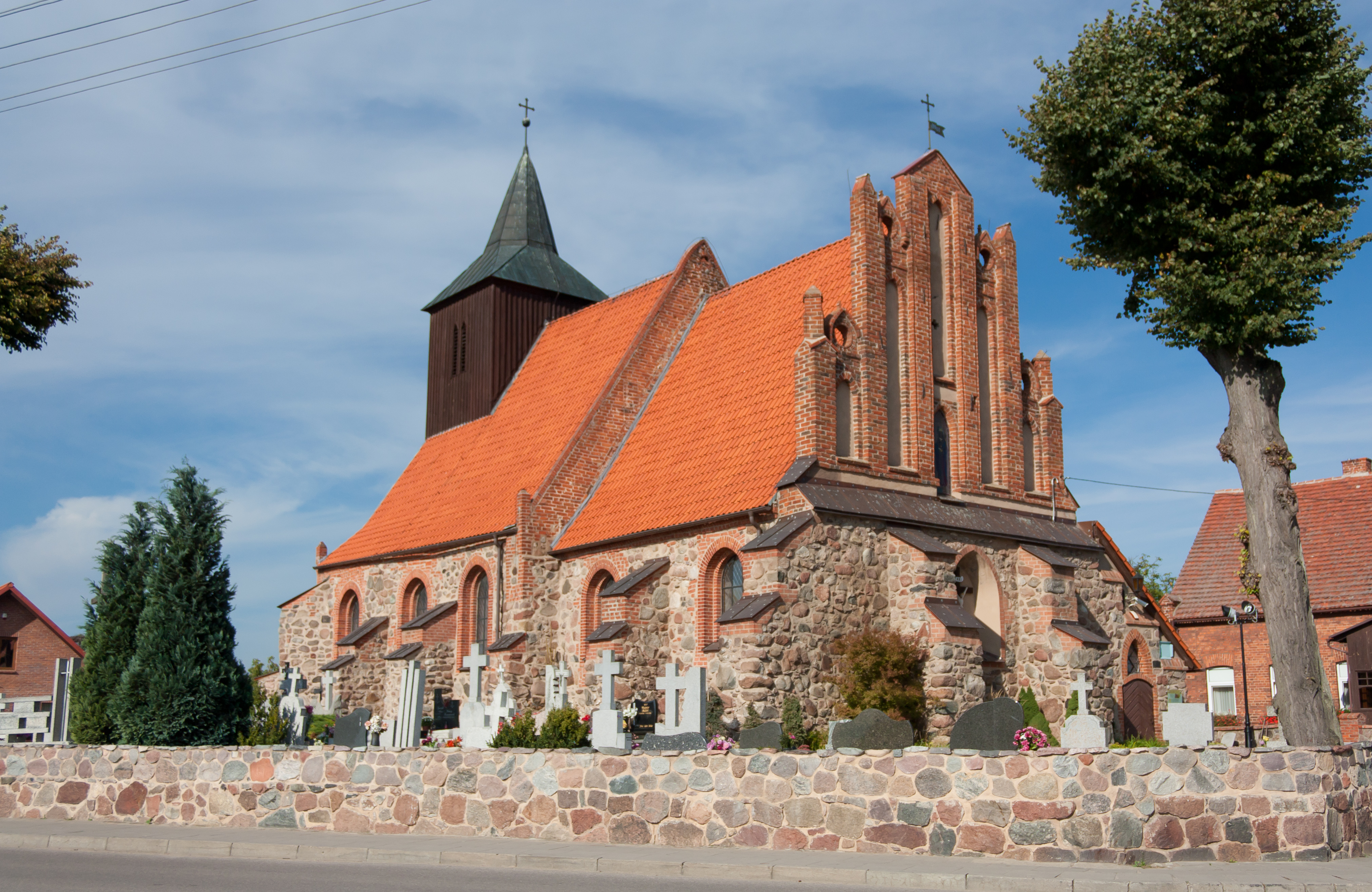
Kirche Kokoschken

Die Kirche Kokoschken ist die Dorfkirche des heute polnischen Kokoszkowy (deutsch: Kokoschken, kurzzeitig auch Hennenwalde) in der Landgemeinde Starogard Gdański. Sie ist ein bemerkenswertes Zeugnis der Architektur im Deutschordensstaat.

## Bauwerk
Die Kirche, um 1350 entstanden, hat ein quadratisches Schiff und einen quadratischen Chor. Die Mauern sind aus Feldstein, nur die Giebel aus Ziegeln errichtet. Der Turm in Fachwerk wurde später aufgesetzt. Die fünf Blenden und sechs Pfeiler des Staffelgiebel sind ein monumentales Zeugnis der gotischen Bauhütten des Ordensstaates.